# لورني تايلور
لورني تايلور هو سياسي كندي، ولد في 1944 في مانيتوبا في كندا. نشط حزبياً في الرابطة التقدمية المحافظة في ألبرتا ‏. وقد انتخب عضو الجمعية التشريعية ألبرتا (15 يونيو 1993 – 22 نوفمبر 2004).